# Alana: La chica del futuro

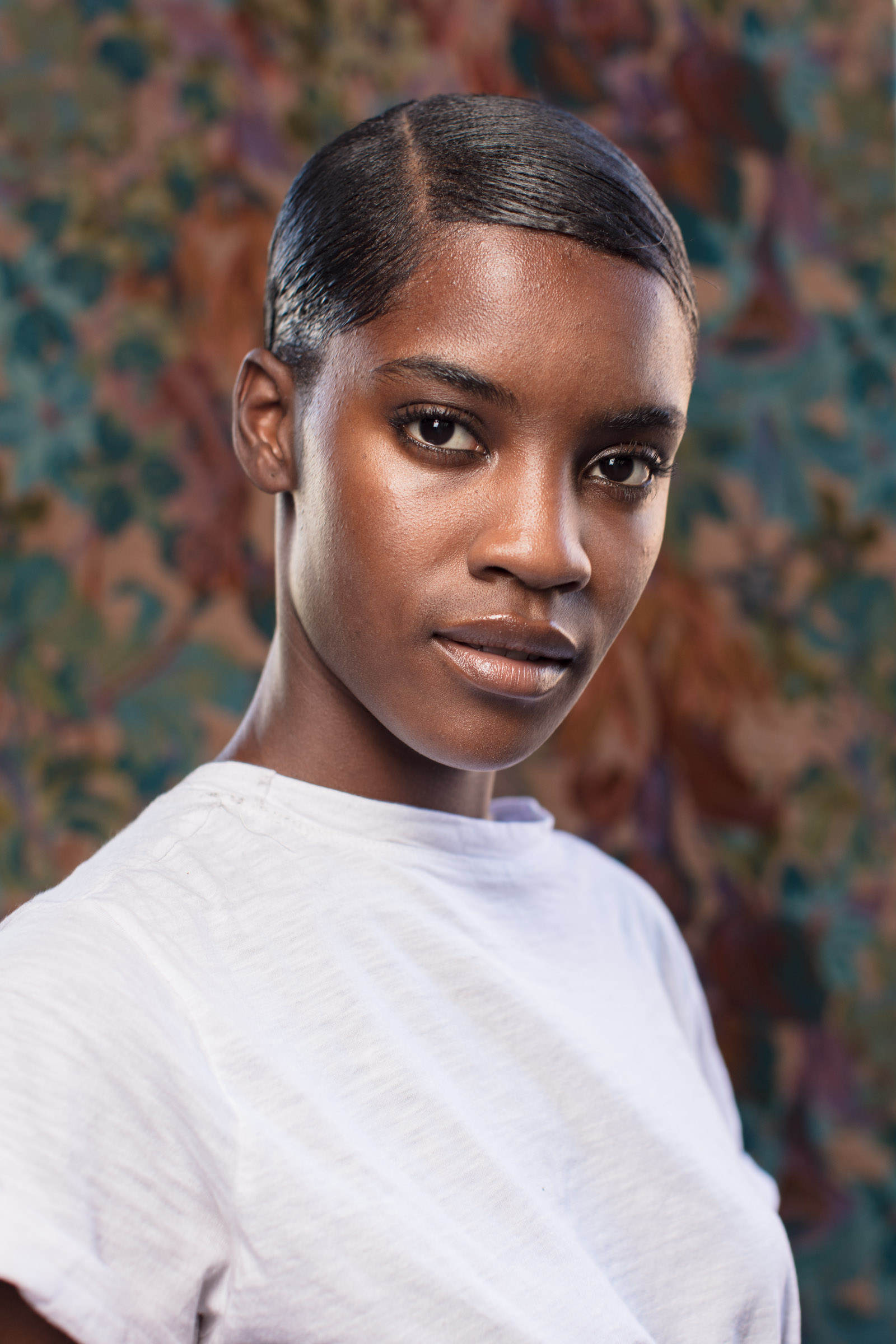
Alana, modelo británica internacional, en el evento Black Lunch Table en High Line, NY

Alana: La chica del futuro (en inglés The Girl from Tomorrow) es una serie de televisión australiana creada por Film Australia y basada en las aventuras de Alana (Katharine Cullen) a través del tiempo.
Una secuela, La chica del futuro, Parte II, se emitió en 1991. 

## Historia
Alana es una joven que vive en el año 3000: al inicio de la serie, es secuestrada por el villano Silverthorn (quién procede del año 2500) y llevada al año 1990. En los años 1990 ella inicia una amistad con Jenny (Melissa Marshall), quién ayuda a Alana a adaptarse a una época desconocida, y que después la ayuda a regresar al año 3000.
Uno de los instrumentos del futuro utilizados por Alana es el "trasdusor", que les permitía levitar objetos y realizar actividades poco comunes entre los humanos de la época. 

## Personajes
| Actor                | Personaje    | N.º de episodios | Duración    |
| -------------------- | ------------ | ---------------- | ----------- |
| Katharine Cullen     | Alana        | 24               | 1992 - 1993 |
| Melissa Marshall     | Jenny Kelly  | 24               | 1992 - 1993 |
| James Findlay        | Petey Kelly  | 24               | 1992 - 1993 |
| Andrew Clarke        | James Rooney | 24               | 1992 - 1993 |
| Helen O'Connor       | Irene Kelly  | 24               | 1992 - 1993 |
| John Howard          | Silverthorn  | 23               | 1992 - 1993 |
| Miles Buchanan       | Eddie        | 22               | 1992 - 1993 |
| Jeremy Scrivener     | Nik          | 12               | 1993        |
| Marshall Napier      | Draco        | 12               | 1993        |
| Paul Sonkkila        | Vance        | 12               | 1993        |
| Catherine McClements | Lorien       | 12               | 1993        |

### Personajes Recurrentes
| Actor             | Personaje | N.º de episodios | Duración |
| ----------------- | --------- | ---------------- | -------- |
| Martin Reefman    | Relf      | 8                | 1993     |
| Connie Gower      | Kroll     | 8                | 1993     |
| Andrew Windsor    | Macro     | 7                | 1993     |
| Elizabeth Maywald | Técnica   | 6                | 1993     |

### Antiguos Personajes Recurrentes
| Actor            | Personaje        | N.º de episodios | Duración |
| ---------------- | ---------------- | ---------------- | -------- |
| Doreen Warburton | Mrs. Bloomington | 5                | 1992     |
| Grant Dodwell    | Mark Johnson     | 3                | 1992     |
| Helen Jones      | Tulista          | 3                | 1992     |
| Melissa Tkautz   | Maria            | 3                | 1992     |
| Barry Foy        | Dr. Wolfwinkel   | 3                | 1992     |
| Jeanie Drynan    | Miss Durkin      | 2                | 1992     |

## Episodios
La serie se divide en dos temporadas de 12 capítulos cada una: Alana: La chica del futuro y El fin del mañana.

## Producción
Fue transmitida en Chile por Chilevisión, en Panamá por FETV Canal 5, en México por TV Azteca y en Bolivia por la Red Uno a mediados de los noventa. En  Ecuador se transmitió por el ex canal Sitv. En Costa Rica se transmitió en los 90 en Repretel Canal 6

Esta serie fue doblada en Colombia aunque se descoce el reparto de los actores de voz